# Dallasaurus turneri
Dallasaurus turneri (лат.) — вид вымерших пресмыкающихся семейства мозазавров, единственный в роде Dallasaurus.

## Этимология
Род назван по месту обнаружения ископаемых остатков. Видовое название дано в честь Вана Тёрнера, который обнаружил первые экземпляры вида.

## Описание
Примитивный, похожий на ящериц мозазавр длиной около одного метра. Конечности удлиненные. Задние зубы верхней челюсти сильно загнуты назад. Общее число хвостовых позвонков составляет 73.

## Распространение
Найден в округе Даллас штата Техас в США в отложениях туронского яруса верхнего мела возрастом 92 млн лет.